# Sphenomorphus cinereus
Sphenomorphus cinereus este o specie de șopârle din genul Sphenomorphus, familia Scincidae, descrisă de Allen E. Greer și Parker 1974. Conform Catalogue of Life specia Sphenomorphus cinereus nu are subspecii cunoscute.